# Взрыв в отеле «Гранд-Брайтон»

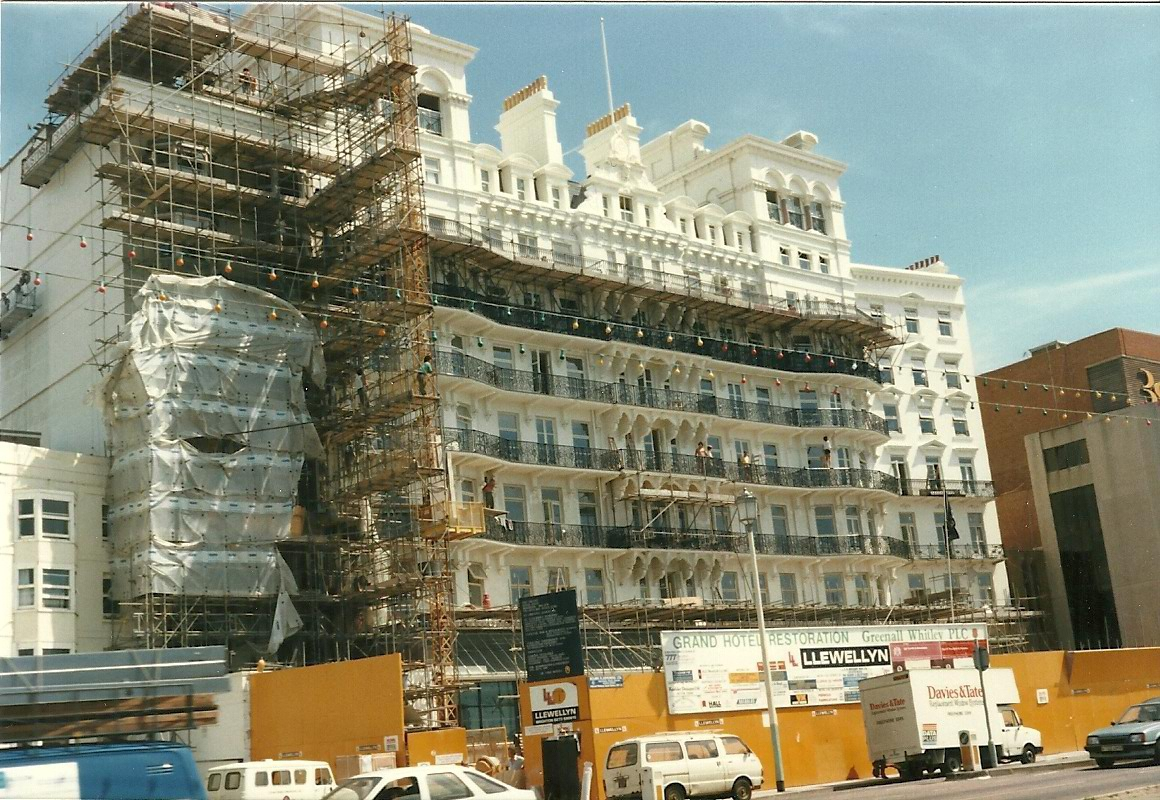
Отель «Гранд-Брайтон» в 1986 году, восстановление после взрыва бомбы почти закончено

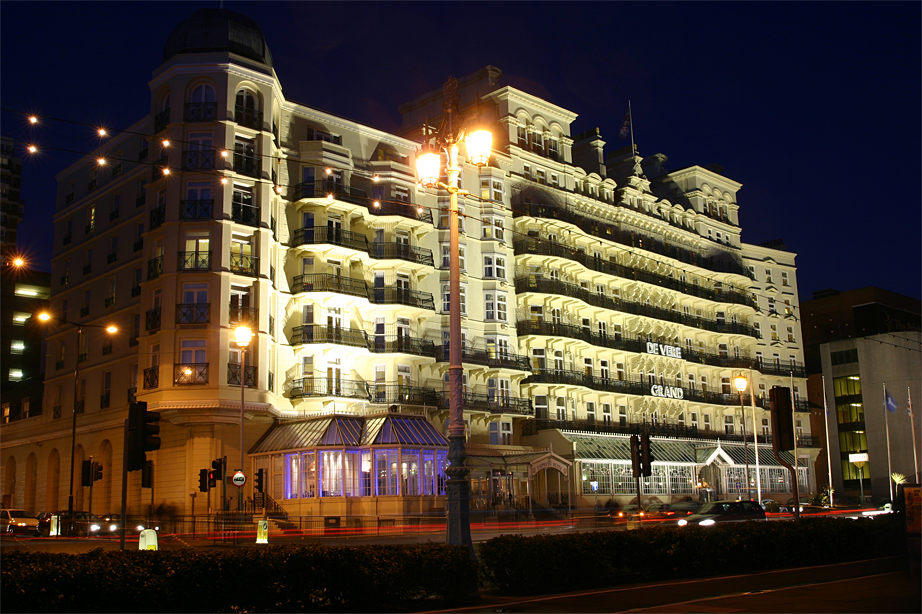
Отель «Гранд-Брайтон» ночью в 2006 году

12 октября 1984 года в отеле «Гранд-Брайтон», где проходила конференция Консервативной партии Великобритании прогремел взрыв бомбы (англ. Brighton hotel bombing, ирл. Buamáil Brighton), подложенной членом ИРА Патриком Мэги, унёсший жизни пяти человек, связанных с партией, включая действующего депутата палаты Общин от консерваторов, 31 человек получил ранения. Целью покушения была верхушка британского правительства вместе с премьер-министром Маргарет Тэтчер, ей едва удалось избежать гибели.

## Теракт
Член ИРА Патрик Мэги в ходе своего пребывания в отеле на уикенде 14-17 сентября 1984 года под псевдонимом Рой Уэлш подложил бомбу в своём номере 629 под ванной, пятью этажами выше помещения для конференций, где должна была быть Тэтчер. Бомба была снабжена таймером, основой для которого послужили детали видеомагнитофона и временной таймер безопасности Memo Park Timer. Британский агент в ИРА Шон О’Каллаган сообщил, что в бомбе было 9 кг взрывчатки Франджекс (гремучий студень). СМИ сообщили, что по меркам ИРА бомба была небольшой и возможно собаки-ищейки не обнаружили её, поскольку она была завёрнута в пищевую полиэтиленовую плёнку.
Бомба взорвалась 12 октября. примерно в 2:54 по BST. Взрыв вышиб общий выход дымоходов, который провалился сквозь этажи до подвала и проделал дыру в фасаде здания. Пожарные заявили, что множество людей спаслось благодаря прочному викторианскому строению отеля. Тэтчер в это время бодрствовала, работая в своём номере над речью, которую она собиралась произнести на следующий день на конференции. Взрыв разрушил её ванную комнату, но не задел её спальню и гостиную, она и её муж Деннис избежали ранений. Она переоделась и вместе с мужем и своей подругой и помощником Синтией Кроуфорд пробралась через обломки и была вывезена в полицейский участок Брайтона.
В 4.00 Тэтчер покинула полицейский участок и дала интервью экспромтом корреспонденту канала ВВС Джону Коулу, заявив, что конференция пройдёт как обычно. Алистер Макальпин убедил администрацию магазина сети одежды Marks & Spencer открыть своё заведение в 8.00, чтобы люди, потерявшие одежду в ходе взрыва, могли приобрести замену. Тэтчер с конференции отправилась в королевский госпиталь графства Суссекс, чтобы навестить раненых.
Взрыв погубил пятерых человек, никто из них не состоял в кабинете министров. Погибли член парламента от консерваторов сэр Энтони Берри (т. н. «главный кнут» партии); Эрик Тейлор (председатель северо-западной области Консервативной партии); леди Жанна Шатток, жена сэра Гордона Шаттока (председателя западной области Консервативной партии); леди Мюриэль Маклин, жена сэра Дональда Маклина, председателя шотландских консерваторов и Роберта Уэйкхем, жена «главного кнута» Джона Уэйкхема. Дональд Маклин находился вместе с супругой Мюриэль в номере, где взорвалась бомба, но ему посчастливилось выжить.
Несколько человек получили увечья: Уолтер Крегг, чья ванная находилась прямо под эпицентром взрыва и Маргарет Теббит, пролетевшая 4 этажа. После двух лет лечения к ней вернулась некоторая подвижность рук, но до конца жизни она осталась прикованной к инвалидному креслу. 34 человека получили ранения. Когда персонал больницы задал вопрос Норману Теббиту, получившему более лёгкие ранения, чем его жена, нет ли у его жены Маргарет аллергии на чего-либо, он ответил: «К бомбам».

## Послесловие
На следующий день ИРА взяла на себя ответственность за покушение и заявила, что предпримет новую попытку:

Миссис Тэтчер сейчас понимает, что Британия не может оккупировать нашу страну, мучить наших людей в плену, стрелять в наших людей на улицах и избежать наказания. Сегодня нам не повезло, но помните, нам должно повезти всего лишь один раз. Вам не может везти всё время. Дайте Ирландии мир и больше войны не будет.
Оригинальный текст (англ.)
Mrs. Thatcher will now realise that Britain cannot occupy our country and torture our prisoners and shoot our people in their own streets and get away with it. Today we were unlucky, but remember we only have to be lucky once. You will have to be lucky always. Give Ireland peace and there will be no more war.
— 
Тэтчер начала следующую сессию конференции утром в 9.30 как было запланировано. Она опустила в своей речи большинство запланированных нападок на Лейбористскую партию и сказала, что взрыв был: «…попыткой нанести вред демократически избранному правительству Её Величества».

Таков масштаб возмущения, которое мы все разделяем, и тот факт, что мы собрались здесь сейчас — потрясённые, но собранные и полные решимости, — является признаком не только того, что эта атака потерпела неудачу, но и того, что все попытки разрушить демократию путем терроризма потерпят неудачу.
Оригинальный текст (англ.)
That is the scale of the outrage in which we have all shared, and the fact that we are gathered here now—shocked, but composed and determined—is a sign not only that this attack has failed, but that all attempts to destroy democracy by terrorism will fail.
— 
Один из биографов Тэтчер написал, что "хладнокровие, проявленное Тэтчер сразу после атаки и в последующие часы, вызвали всеобщее восхищение. Её полное пренебрежение стало новым черчиллевским моментом в ходе её премьерства, который по всей видимости объединил как её стальной характер так и стоический отказ британского общества склониться перед терроризмом. " Немедленно после покушения её рейтинг взлетел почти до уровня Фолклендской войны. В субботу после трагедии Тэтчер заявила своим избирателям:

Мы пережили трагедию, и никто из нас не мог подумать, что она произойдёт в нашей стране. И мы взяли себя в руки и собрались, как это делают все хорошие британцы, и я подумала, давайте стоять вместе, потому что мы британцы! Они пытаются уничтожить свободу, прирождённое право каждого британца, свободу, правосудие и демократию.
Оригинальный текст (англ.)
We suffered a tragedy not one of us could have thought would happen in our country. And we picked ourselves up and sorted ourselves out as all good British people do, and I thought, let us stand together for we are British! They were trying to destroy the fundamental freedom that is the birth-right of every British citizen, freedom, justice and democracy.
— 
На момент взрыва началась забастовка горняков. Моррисси, фронтмен английской альтернативной рок-группы The Smiths пошутил: «Единственное сожаление насчёт взрыва в Брайтоне — это то, что Тэтчер осталась невредимой». Дэвид Брет написал в книге "Morrissey: Scandal & Passion ", что "бульварные газеты были заполнены подобными замечания, шутки о трагедии слышались в радио- и телепрограммах. Клуб рабочих в Южном Йоркшире всерьёз рассматривал возможность сбора денег, «чтобы заплатить террористу за новую попытку». В 1986 году английская панк-группа Angelic Upstarts отметила покушение ИРА своим синглом «Brighton Bomb», а в 1987 году выпустила одноимённый альбом.

## Патрик Мэги
После того как следователи сузили поиск эпицентра взрыва до ванной в номере 629, полиция приступила к проверке всех постояльцев этого номера. В итоге расследование привело полицию к «Рою Уэлшу», псевдониму члена ИРА Патрика Мэги. Несколько месяцев МИ-5 и специальный антитеррористический отряд полиции метрополии выслеживал Мэги и в итоге он был арестован на квартире ИРА в Глазго. День за днём его допрашивали, но он отказывался отвечать на вопросы. Однако был обнаружен отпечаток пальца на регистрационной карточке, найденной в развалинах отеля и это стало достаточным основанием для его осуждения. Он был арестован 24 июня 1985 года вместе с другими членами отряда активной службы ИРА при планировании дальнейших взрывов в Англии. Много лет спустя, в августе 2000 года, Мэги признался газете The Guardian, что осуществил взрыв, но не оставлял отпечатка пальца на регистрационной карточке, сказав: «Если это был мой отпечаток пальца, я его туда не ставил».
В сентябре 1985 года 35-летний Мэги был признан виновным в установке бомбы, детонации и убийства в пяти случаях. Приговор был — восемь пожизненных заключений: семь за преступления, связанные со взрывом в Брайтоне и восьмое за участие в другом террористическом заговоре. Судья сэр Лесли Боурхем рекомендовал минимальный срок заключения в 35 лет, описав Мэги как «необыкновенно жестокого и бесчеловечного субъекта». Позднее министр внутренних дел Майкл Говард продлил минимальный срок до «всей жизни». Тем не менее, Мэги был освобождён в 1999 году как часть «соглаше́ния Страстно́й пя́тницы», он отбыл 14 лет (включая время предварительного заключения). Представитель британского правительства заявил, что его освобождение «было трудно переварить», а апелляция министра внутренних дел Джека Стро об отмене помилования Мэги была отклонена Высоким судом Северной Ирландии.
В 2000 году Мэги рассказал о взрыве в интервью The Sunday Business Post. Он сказал интервьюеру Тому МакГерку, что стратегия британского правительства в то время заключалась в том, чтобы представить ИРА как обычных преступников, одновременно подавляя беспорядки в Северной Ирландии:

Пока война велась в таком контексте, они могли выдержать годы истощения. Но в начале 1980-х нам удалось разрушить обе стратегии. Голодовка разрушила понятие криминализации, а взрыв в Брайтоне разрушил понятие сдерживания […] После Брайтона всё стало возможным, и британцы впервые начали смотреть на нас совсем по-другому; я полагаю, что даже сама ИРА начала полностью признавать приоритет кампании в Англии.
Оригинальный текст (англ.)
As long as the war was kept in that context, they could sustain the years of attrition. But in the early 1980s we succeeded in destroying both strategies. The hunger strike destroyed the notion of criminalisation and the Brighton bombing destroyed the notion of containment [...] After Brighton, anything was possible and the British for the first time began to look very differently at us; even the IRA itself, I believe, began to fully accept the priority of the campaign in England.
— 
О погибших при взрыве Мэги сказал:

Я глубоко сожалею, что кому-то пришлось расстаться с жизнью, но в то время правящий класс тори рассчитывал остаться невосприимчивым к тому, что их войска на передовой делали с нами.
Оригинальный текст (англ.)
I deeply regret that anybody had to lose their lives, but at the time did the Tory ruling class expect to remain immune from what their frontline troops were doing to us.
— 
Журналист The Daily Telegraph Дэвид Хьюз назвал этот взрыв «самым дерзким нападением на британское правительство со времен Порохового заговора» и написал, что он «ознаменовал конец эпохи относительной невинности. С этого дня все партийные конференции в этой стране проходили в хорошо защищённых цитаделях».

## В культуре
Взрыв показан в биографическом фильме 2011 года «Железная леди».
Роман Джонатана Ли "High Dive " 2015 года представляет собой вымышленный рассказ о взрыве, написанный в основном с разных точек зрения управляющего отелем, его дочери-подростка и изготовителя бомб из ИРА, который помогает Мэги. Права на книгу были проданы, и она находится в разработке как потенциальный художественный фильм.
В третьем романе из «Troubles Trilogy» Адриана МакКинти «In the Morning I’ll Be Gone» главный герой-детектив RUC Шон Даффи, пытается предотвратить взрыв в Брайтоне и спасти Тэтчер.